# Borgward BX5
La Borgward BX5 è un'autovettura prodotta dalla casa automobilistica sino-tedesca Borgward Group dal 2016 al 2021.

## Descrizione
La prima mondiale della Borgward BX5 è stata al Salone di Ginevra 2016. Come anche la più grande BX7, la BX5 è prodotta esclusivamente per il mercato cinese. Il lancio sul mercato è avvenuto il 24 marzo 2017.
Al lancio, la vettura è alimentata da un motore a benzina da 1,8 litri turbo da 140 kW (188 CV). Di serie, la BX5 ha un cambio automatico a 6 marce e la trazione anteriore, ma è disponibile in opzione la trazione integrale. Successivamente, sono arrivati due altre motorizzazioni: un 1,4 litri con 110 kW (148 CV) e trazione anteriore e un 2,0 litri con 165 kW (224 CV) con trazione integrale.

## Riconoscimenti
- Designpreis der Bundesrepublik Deutschland 2017[4]
- Red Dot Design Award 2017[5]